# Hôpital de Thénia
Pour les articles homonymes, voir Thénia (homonymie).
L'hôpital de Thénia est une structure sanitaire située dans la commune de Thénia, dans la daïra de Thénia en région de Basse Kabylie. Il relève de la Direction de la Santé et de la Population (DSP) de la wilaya de Boumerdès, comme l'hôpital de Bordj Ménaïel et l'hôpital Mohamed Boudaoud de Dellys.
Cet hôpital est l'un des hôpitaux d'Algérie qui relèvent du ministère de la Santé.

## Géographie

### Localisation
L'hôpital se situe au nord de la ville.

### Accès

#### Route
L'accès par route à l'hôpital (sanatorium), situé sur les hauteurs de la ville, n'est pas du tout évident pour les automobilistes qui continuent à se plaindre des routes complètement défoncées.

#### Hélicoptère sanitaire
Une réflexion est initiée depuis 2014 pour la dotation à l'hôpital d'une station d'hélicoptère sanitaire. Il s'agira d'un hélicoptère, ou de plusieurs, basé de façon permanente à l'hôpital de Thénia et consacré exclusivement à des missions sanitaires de transport de patients. La zone de stationnement de l'hélicoptère sera proche de l'enceinte des services hospitaliers afin d'éviter l'usage d'un véhicule intermédiaire. Elle devra être protégée, éclairée et homologuée.
La configuration sanitaire de l'appareil volant devra être permanente. Le matériel médical embarqué sera standardisé et approuvé. La disponibilité immédiate concernera l'équipe médicale des urgences de l'hôpital de Thénia, mais également le pilote qui bénéficiera de locaux d'hébergement dans l'hôpital même.
Grâce à la généralisation des numéros verts et à l'utilisation du système GPS, l'intervalle entre la survenue de l'urgence médicale dans les 32 communes et les quelques centaines de villages de la wilaya de Boumerdès et la réception de l'alerte aura tendance à diminuer. L'hélicoptère sanitaire réduira le délai de réponse médicale après l'alerte et le signalement dans tout le périmètre de la wilaya de Boumerdès.

## Histoire
L’hôpital de Thénia est un ancien sanatorium construit au début de l'année 1872, sur le territoire du Âarch des Aïth Aïcha. Durant la colonisation française de l'Algérie, Thénia fut choisie en 1870 pour la création d’un hôpital de 120 lits d’abord, puis en 1873, d’un modeste hôpital dirigé à ces débuts par le docteur Roger.
Le grand hôpital de Thénia a été construit dix ans plus tard, en 1883. Il accueillait principalement des grabataires.

### Sanatorium
Avant 1950, les algériens atteints de tuberculose étaient traités individuellement par la collapsothérapie, au besoin complétée par des « sections de brides » ou par la chirurgie. Ces malades atteints de tuberculose étaient hospitalisés dans quelques services hospitaliers spécialisés à Alger, Oran, Constantine jusqu'en 1946. Puis, entre 1946 et 1950, ils étaient hospitalisés à Miliana, Sétif, Sidi Bel Abbès et Tizi Ouzou. Les plus fortunés partaient en sanatorium en France, bien que les spécialistes aient démontré que la collapsothérapie était aussi efficace en Algérie qu’en France.
À partir de 1950, plusieurs sanatoriums pour le traitement de la tuberculose furent construits en Algérie, dont le sanatorium Sidi Belloua à Tizi Ouzou et le sanatorium de Thénia des Béni Aïcha.
Après le séisme du 21 mai 2003, les locaux médicaux qu’abrite le bâtiment du sanatorium de Thénia ne répondent plus aux normes de sécurité et de santé.

### Hôpital
À partir de 1935, l'hôpital de Thénia avait connu plusieurs réaménagements et une multiplication de ses services. Il avait ainsi été agrandi en convertissant ses salles communes en chambres particulières, en créant une salle d'interventions opératoires de chirurgie, en installant un service moderne de radiologie, ainsi que l'équipement d'un laboratoire d'analyse médicale. Ensuite, un service de maternité y a été créé pour s'occuper du suivi des femmes enceintes et des accouchements. Des interventions de chirurgie courante y étaient pratiquées pour le trachome, les cas d'amputation et l'appendicite.
La lutte contre les maladies infectieuses était l'objet de campagnes périodiques visant la syphilis, la tuberculose, la fièvre typhoïde, le kyste hydatique, la dysenterie amibienne et le tétanos. L'arrivée de la molécule de sulfamide en 1935, puis de la pénicilline en 1942, permirent de nettes améliorations dans les traitements de nombreuses affections dans les zones rurales autour de Thénia. Il n'était pas rare que les services de l'hôpital aient à soigner un dromadaire atteint de plaies et de morsures, avec des antiseptiques.
Les médecins de l'hôpital de Thénia allaient, deux à trois fois par semaine, faire des consultations dans les villages aux alentours. Pendant la période des vaccinations, les médecins de l'hôpital s'installaient sur la place des marchés et vaccinaient les gens contre la variole, la diphtérie, la typhoïde et la tuberculose. Deux fois par an, les médecins de l'hôpital allaient dans les écoles pour dépister la tuberculose à la cuti-réaction. Les médecins de pédiatrie faisaient des tournées hebdomadaires dans les familles pour vacciner les nourrissons et prodiguer des soins en donnant des conseils aux mères. Pendant la saison fiévreuse, une campagne préventive antipaludique était mise en place. Elle consistait à distribuer aux habitants des douars de Thénia des comprimés de quinine.

### Centre hospitalier universitaire
La commune de Thénia a été dotée d'un Centre hospitalier universitaire (CHU) créé en février 1986.

### Séisme du 21 mai 2003
L’ancien hôpital de Thénia a été détruit par le séisme du 21 mai 2003 qui avait affecté la région de la wilaya de Boumerdès, dans le nord de l'Algérie. Après l’opération de confortement, effectuée en 2004 au niveau de l’hôpital de Thénia, et la réorganisation des services, le nombre de lits est passé de 120 à 173, répartis comme suit :
- médecine homme : 15 lits ;
- médecine femme : 15 lits ;
- néphrologie : 22 lits ;
- générateurs d’hémodialyse : 13 postes ;
- gynéco-obstétrique : 44 lits ;
- ophtalmologie 24 lits;
- chirurgie homme : 24 lits ;
- chirurgie femme : 24 lits ;
- pédiatrie : 37 lits.
- orthopédie traumatologie: 45 lits sis à w. boumerdes

### Reconstruction
L’inauguration officielle du nouvel hôpital de Thénia, mis en service durant l’année 2013 après que sa réalisation a été achevée en 2009, s'est faite en février 2014. Cet nouvel établissement public hospitalier (EPH), d’une capacité de 120 lits, a été réalisé par l'entreprise turque Atlas Yapi pour un coût de plus de 1,3 milliard DA. À rappeler que le démarrage de cette reconstruction s'est fait en novembre 2006 après que des crédits saoudiens ont été reçus et la soumission effectuée.
À l'achèvement de cette nouvelle structure hospitalière, son équipement a nécessité la mobilisation d’une enveloppe de plus de 1 milliard DA. Doté de plusieurs spécialités médicales et chirurgicales et d’un plateau technique performant, dont des moyens d’imagerie médicale, cet hôpital a pour vocation de dispenser des soins de proximité et de contribuer à la décongestion des structures de santé de la wilaya de Boumerdès, ainsi que d’épargner aux malades de fastidieux et onéreux déplacements vers les hôpitaux d’autres wilayas.
L’ancien hôpital, après avoir subi des travaux d’aménagements pour effacer les stigmates du séisme, a été destiné à la médecine générale avec une capacité d'accueil de 120 lits. Outre l'hôpital de Thénia, la wilaya de Boumerdès compte deux autres hôpitaux à Bordj Menaïel et Dellys, plus un service des urgences médicales à Boumerdès, assurant une offre globale de 900 lits, soit un lit pour 851 habitants. Cette reconstruction a vu l'hôpital de Thénia doté d'un pavillon des urgences ainsi que d'une polyclinique rattachée.
La finalisation de la réalisation des accès et voirie à l'hôpital de Thénia vise à humaniser l'exploitation de cette structure hospitalière en favorisant la circulation des véhicules et piétons dans son enceinte.

## Services cliniques et médico-techniques
L'hôpital de Thénia dispose de 8 services cliniques et médicotechniques :
- service de chirurgie générale (48 lits d'hospitalisation et 13 lits d'urgence) ;
- service de gynécologie-obstétrique (44 lits) ;
- service de médecine interne (30 lits d'hospitalisation et 05 lits d'urgence) ;
- service de néphrologie et d'hémodialyse (22 lits) ;
- service d'ophtalmologie (24 lits) ;
- service de pédiatrie (37 lits d'hospitalisation et 04 lits d'urgence) ;
- service d'orthopédie-traumatologie de la ville de Boumerdès (45 lits d'hospitalisation et un pavillon des urgences) ;
- service de médecine légale .

La capacité totale d'accueil de ces huit services de l’hôpital de Thénia est de 280 lits.

### Service de chirurgie générale
Le nombre de blocs opératoires de l'hôpital de Thénia est de 4 alors que le nombre de salles opératoires est de 10. Ce nouvel hôpital de Thénia renferme ainsi plus d'une dizaine de blocs opératoires, 10 salles médicales et divers services, tels que la neurochirurgie et la cardiologie.

### Service de pédiatrie
Ce service était abrité dans des chalets en préfabriqué après le séisme du 21 mai 2003. La reconstruction de ce service de pédiatrie a été encouragée par l’équipement qui a été offert par la fondation SOS-Kinderdorf International. Ce service bien équipé est doté de plus de 3 couveuses dont chacune nécessite une stérilisation de 72 heures.

### Service de radiologie médicale
À l’hôpital de Thénia, le service de radiologie est assuré par 7 manipulateurs dont 2 femmes, alors que le service nécessite 13 pour répondre à la demande des patients 24/24.

### École paramédicale
L'école paramédicale de la wilaya de Boumerdès a vu son lieu d'implantation proposé à Thénia. Installer cette infrastructure dans l'enceinte de l'hôpital permet aux futurs techniciens de la santé d'éviter les déplacements pour les heures de formation.

### Banaliseur-stérilisateur de déchets médicaux
Au niveau de l’établissement hospitalier de Thénia, un incinérateur de déchets médicaux est disponible. En 2009, les déchets d’activités de soins à risques infectieux étaient guère traités comme le prévoit la réglementation. En 2014 un baliseur de déchet médicaux été mis en service. Les hôpitaux de Thénia, Dellys et Bordj Menaïel dégagent à eux seuls près de 500 kg de déchets médicaux par jour.

## Ressources humaines
Le personnel médical de l'hôpital de Thénia compte un effectif global de 951 praticiens de la santé, soit 73 médecins généralistes, 83 médecins spécialistes et 351 paramédicaux.